# Marc Agostino
Pour les articles homonymes, voir Agostino.
Marc Agostino est un historien français, né le 22 février 1942. Il est professeur émérite d'histoire contemporaine à l'Université Michel de Montaigne Bordeaux 3.

## Biographie
Chercheur au Centre d’Études des Mondes Moderne et Contemporain (CEMMC), il s'intéresse particulièrement à l'histoire des religions et a notamment effectué des recherches sur l'histoire de la papauté et sur l'histoire de la religion en Aquitaine.

## Publications

### Ouvrages
- Le Pape Pie XI et l’opinion (1922-1939), 1991, 820 p. (présentation en ligne)
- Deux siècles de catholicisme à Bordeaux (1800-2000), Bordeaux, éd. Mollat, 2001, 193 p.
- La Cathédrale Saint-André, reflet de neuf siècles d’histoire et de vie bordelaises (sous la direction de Marc Agostino) (Compte-rendu de lecture ; également sur books.google.fr) (Acte colloque), Bordeaux, Presses universitaires de Bordeaux, 2001, 173 p. (présentation en ligne)
- Fastes et cérémonies : L'expression de la vie religieuse, XVIe – XXe siècles, PU Bordeaux, 2003, 258 p. (En collaboration avec François Cadilhon et Philippe Loupès)
- Les religions et l'information : XVIe – XXIe siècles, PU Bordeaux, 2011, 386 p. (En collaboration avec François Cadilhon, Jean-Pierre Moisset et Eric Suire)

### Collaborations
- "L'archevêque de l'autrefois mauriacien : le cardinal Lecot", dans L'amitié ce pur fleuve, sous la direction de Baudorre Ph., Esprit du temps, Bordeaux, 2005
- "Léon XIII dans les actes publics de ses successeurs", dans Le pontificat de Léon XIII, Renaissance du Saint-Siège, Collection de l'École française de Rome, Rome, 2006
- "La laïcité dans le discours papal du XXe siècle", dans Laïcité, enjeux et pratiques, sous la direction de Singaravelou P., PUB, 2007
- "L'épiscopat aquitain et la séparation", dans Autour de la loi de séparation des Églises et de l'État. De la laïcité d'hier à aujourd'hui, sous la direction de J. Pontet, Bayonne, Société des Sciences, Lettres et Arts de Bayonne, 2007
- "L'église de Bordeaux et Rome à l'époque contemporaine", dans Bordeaux-Hambourg, deux villes dans l'histoire, sous la direction de Lachaise B. et Schmidt B., Hambourg, Dobu Verlag, 2007
- "Conversion des Kabyles ; Jésuites en Algérie ; Fêtes catholiques en Algérie ; Pratiques religieuses en Algérie ; Organisation de l'Église catholique en Algérie", dans L’Algérie et la France, dictionnaire coordonné par Jeannine Verdès-Leroux, Paris, Robert Laffont, 2009, 901 p.